# Альберто Фуїю
Альберто Фуїю (ісп. Alberto Fouilloux, 22 листопада 1940, Сантьяго — 23 червня 2018, Сантьяго) — чилійський футболіст, що грав на позиції півзахисника. По завершенні ігрової кар'єри — тренер.
Виступав, зокрема, за клуби «Універсідад Католіка» та «Лілль», а також національну збірну Чилі, у складі якої став бронзовим призером чемпіонату світу 1962 року.

## Клубна кар'єра
У дорослому футболі дебютував 1957 року виступами за команду «Універсідад Католіка», в якій провів тринадцять сезонів і у 1961 та 1966 роках ставав чемпіоном Чилі. На міжнародному рівні разом з  командою він доходив до півфіналу Кубка Лібертадорес в 1962, 1966 і 1969 роках.

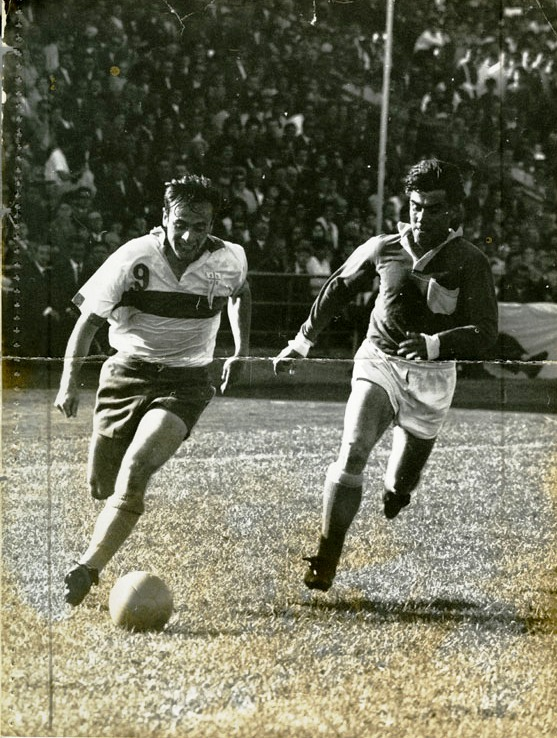
Альберто Фуїю у складі «Універсідад Католіка» в 1966 році.

Згодом з 1969 по 1971 рік грав у складі команди «Уачіпато», а потім ще рік провів у клубі «Уніон Еспаньйола».
Своєю грою за останню команду привернув увагу представників тренерського штабу клубу «Лілль», до складу якого приєднався 1972 року. Відіграв за команду з Лілля наступні три сезони своєї ігрової кар'єри, виступаючи разом із своїм партнером по збірній Ігнасіо Пр'єто.
Завершив ігрову кар'єру у рідній команді «Універсідад Католіка», яка виступала у другому дивізіоні і Фуїю допоміг їй 1975 року посісти 1 місце і повернутись до елітного дивізіону. По завершенні кар'єри гравця тренував клуби «Уачіпато» та «Коло-Коло».

## Виступи за збірну
23 березня 1960 року дебютував в офіційних іграх у складі національної збірної Чилі в товариському матчі проти Західної Німеччини (1:2).
У складі збірної був учасником чемпіонату світу 1962 року у Чилі, на якому команда здобула бронзові нагороди, та чемпіонату світу 1966 року в Англії. На обох турнірах Фуїю зіграв по два матчі.
Загалом протягом кар'єри у національній команді, яка тривала 13 років, провів у її формі 70 матчів, забивши 12 голів.

## Особисте життя
Народився в сім'ї Марії Аумади Гонсалес та Альберто Фуїю Колле. Навчався в коледжі Сан-Ігнасіо-де-Сантьяго. Згодом він рік вивчав техніку, а потім перейшов на юридичний факультет, який і закінчив.
У 1966 році він одружився з Марсією Моссо Пінто, з якою у нього було троє дітей. Пара розлучилася в 1983 році. Пізніше він пов'язав стосунки з Анхелою Санчес Нуньєс, від якої мав двох дітей.
Працював спортивним коментатором, створивши одну з найуспішніших пар в історії країни з іншим колишнім футболістом Нестором Ісельєю, з яким протягом багатьох років вони були співведучими у програмі Futgol на 13 каналі.
Помер 23 червня 2018 року на 78-му році життя у місті Сантьяго.

## Досягнення
- Чемпіонат Чилі: 1961, 1966
- Бронзовий призер чемпіонату світу: 1962